# Mariusz Wlazły
Mariusz Łukasz Wlazły (Wieluń, 4 de agosto de 1983) é um jogador de voleibol polonês que atua na posição de oposto.

## Carreira

### Clube
Mariusz começou a jogar profissionalmente em 1997 pelo WKS Wieluń. O oposto jogou pelo PGE Skra Bełchatów por 17 anos. Durante esse tempo conquistou 9 títulos do Campeonato Polonês e um vice-campeonato da Liga dos Campeões.
Em 2020 o atleta assinou um contrato de um ano com o Trefl Gdańsk.

### Seleção
Wlazły recebeu a primeira convocação para jogar na seleção adulta polonesa em 2004. Dois anos após foi vice-campeão do Campeonato Mundial de 2006. Nos Jogos Olímpicos de 2008 caiu nas quartas de final para a seleção italiana. 
Se tornou campeão mundial no Campeonato Mundial de 2014 ao derrotar a seleção brasileira por 3 sets a 1; levando o prêmio de melhor oposto e de MVP do torneio. Logo após a conquista do título, o oposto anunciou a sua aposentadoria da seleção.

## Títulos
Skra Bełchatów
- Campeonato Polonês: 2004-05, 2005-06, 2006-07, 2007-08, 2008-09, 2009-10, 2010-11, 2013-14, 2017-18

- Copa da Polônia: 2004-05, 2005-06, 2006-07, 2008-09, 2010-11, 2011-12, 2015-16

- Supercopa Polonesa: 2012, 2014, 2017, 2018

## Clubes
| Anos      | Clube              |
| --------- | ------------------ |
| 1997–2001 | WKS Wieluń         |
| 2001–2003 | SPS Zduńska Wola   |
| 2003–2020 | PGE Skra Bełchatów |
| 2015–2015 | Al Arabi S.C.      |
| 2020–     | Trefl Gdańsk       |